# Karabin FMAP FARA 83
FMAP Fusil de asalto Republica Argentino (FARA) 83 – argentyński karabin szturmowy skonstruowany na początku lat 80. XX wieku. Według planów miał zastąpić używane przez armię argentyńską karabiny FNAB FSL (licencyjna wersja karabinu FN FAL), ale cięcia w budżecie armii po przegranej wojnie o Falklandy-Malwiny sprawiły, że wyprodukowano tylko krótką serię około 1000 tych karabinów.

## Opis
FARA 83 jest bronią samoczynno-samopowtarzalną. Zasada działania oparta na odprowadzaniu części gazów prochowych przez boczny otwór lufy. FARA 83 strzela z zamka zamkniętego. Zamek ryglowany przez obrót. Mechanizm uderzeniowy kurkowy, mechanizm spustowy z przełącznikiem rodzaju ognia (ogień pojedynczy, serie trójstrzałowe, ogień ciągły). Dźwignia przełącznika rodzaju ognia pełni jednocześnie rolę bezpiecznika.
FARA 83 jest bronią zasilaną z magazynków 30-nabojowych.
Lufa gwintowana z (sześć bruzd prawoskrętnych), zakończona tłumikiem płomienia.
Karabin wyposażony jest w łoże i chwyt pistoletowy. Kolba składana na bok broni. Przyrządy celownicze mechaniczne.